# Leydy Pech
Leydy Araceli Pech Marín, conhecida como Leydy Pech (Hopelchén, Campeche, 1965) é uma apicultora e activista ambiental mexicana de origem maia. Em 2020 foi galardoada com o Goldman Environmetal Prize pelo seu trabalho na contra a plantação de soja transgénica na Península de Yucatán.

## Percurso
Pech dedica-se principalmente à apicultura, criando uma variedade de abelhas sem ferrão que constrói as suas colmeias dentro de troncos ocos,  denominada Melipona beecheii, ao contrário da maioria dos apicultores que preferem criar a espécie  Apis mellifera,. Desta forma Leydy e a sua comunidade empenharam-se em conservar variedade a melipona, à qual chamam Xunáan Kab, “a dama do mel”, que faz parte da cultura maia à vários séculos.
Leydy tem uma parcela de terra com dois hectares, na qual se dedica à produção de mel de abelha de maneira artesanal.
Para Leydy, as abelhas são mais que um meio de sustento; "são parte do meu ser", afirma. E tem tanto cuidado com elas, que as alimenta com doce de abóbora. Realça que a organização e o trabalho colectivo das abelhas para produzir mel, faz que se fortaleça a sua confiança na acção colectiva, o que é replicado na sua comunidade, em que as famílias se apoiam umas às outras para sobreviver.

### Activismo ambientalista
Pech tornou-se activista no ano 2000, quando a Monsanto começou a cultivar de soja transgénica em Campeche. Esta actividade foi aumentando e em 2012, transformando-se numa actividade de agro-indústria de larga escala. Isto fez com que surgissem problemas com o mel que se produzia no estado, pois ficou contaminado e a quantidade produzida  diminuiu. A actividade agro industrial colocou em risco a alimentação das comunidades, o meio ambiente e o acesso das comunidades maias a meios de sustento.
Por esta razão, Pech encabeçou a coaligação Muuch Kambal e o Colectivo Apícola dos Chenes, que exigiram ao governo para que impedisse o cultivo destas espécies transgénicas. Em 2015, o tribunal Suprema Corte de Justiça da Nação chegou à conclusão de que o governo devia consultar as comunidades indígenas, antes de autorizar o cultivo de sementes transgénicas. Em 2017  foi revogada a autorização dada à Monsanto-Bayern  para cultivar sementes geneticamente modificadas em Campeche, Yucatán e outros cinco estados do país.
Devido a seu activismo, e às conquistas de Pech e da sua comunidade, recebeu o Prêmio Goldman de meio ambiente, considerado como o Nobel meio ambiental.

A organização que outorga o prémio declarou que Pech foi alvo de discriminação da parte da Monsanto e dos seus advogados, que ficaram incrédulos ao serem derrotados por uma pequena mulher. Para Pech o prémio "representa o reconhecimento do trabalho das comunidades maias da região Chenes e da unidade do território maia." Durante a cerimónia de entrega do prémio, celebrada de forma virtual, declarou:
O prémio deu-me a oportunidade de dizer ao mundo que os territórios dos povos indígenas estão a ser objecto de despejo para a implementação de mega-projectos, de extracção, agro-indústria, turismo e outros que fortalecem o modelo capitalista que afecta os recursos naturais e nossos meios de vida.